# 395
395（三百九十五、さんびゃくきゅうじゅうご）は自然数、また整数において、394の次で396の前の数である。

## 性質
- 395は合成数であり、約数は 1, 5, 79, 395 である。
  - 約数の和は480。
  - 約数の個数が3連続(393,394,395)で同じになる13番目の3連続の中で最大の数である。1つ前は376、次は447。
- 125番目の半素数である。1つ前は394、次は398。
- 各位の和が17になる14番目の数である。1つ前は386、次は449。
- 395 = 12 + 132 + 152 = 32 + 52 + 192 = 52 + 92 + 172 = 72 + 112 + 152
  - 3つの平方数の和4通りで表せる35番目の数である。1つ前は393、次は405。(オンライン整数列大辞典の数列 A025324)
  - 異なる3つの平方数の和4通りで表せる22番目の数である。1つ前は390、次は401。(オンライン整数列大辞典の数列 A025342)
- 395 = 33 + 33 + 53 + 63
  - 4つの正の数の立方数の和で表せる93番目の数である。1つ前は386、次は398。(オンライン整数列大辞典の数列 A003327)

## その他 395 に関連すること
- イギリス鉄道395形電車は、イギリスのサウスイースタン社の高速列車用電車。
- スカパー!のCh395は、SPEEDチャンネル。
- デイヴィス (USS Davis, DD-395) は、アメリカ海軍の駆逐艦。
- ウィリス (USS Willis, DE-395) は、アメリカ海軍の護衛駆逐艦。
- レッドフィッシュ (USS Redfish, SS/AGSS-395) は、アメリカ海軍の潜水艦。